# Валентин, Эрих
Эрих Валентин (нем. Erich Valentin; 27 ноября 1906, Страсбург — 16 марта 1993, Бад-Айблинг) — немецкий музыковед
, музыкальный критик.
Окончил гимназию в Магдебурге, там же начал изучать композицию (в частности, под руководством Отто Фолькмана). Затем в 1925—1928 гг. учился в Мюнхене — в частности, у Вальтера Курвуазье (композиция) и Адольфа Зандбергера (теория).
Занимался музыкальной критикой, исследовал историю музыкальной жизни Магдебурга, в 1931 г. опубликовал первый отдельно изданный биографический очерк о Георге Филиппе Телемане (к 250-летию композитора). В 1935 г. вместе с Отто Кобином впервые опубликовал Сонату F-A-E — совместное сочинение Роберта Шумана, Иоганнеса Брамса и Альберта Дитриха. В 1939—1945 гг. преподавал в зальцбургском Моцартеуме, в 1949—1953 гг. в Детмольдской Высшей школе музыки, с 1953 г. профессор музыковедения в Мюнхенской Высшей школе музыки, в 1964—1972 гг. её директор. Автор нескольких книг о Вольфганге Амадее Моцарте, а также книги о Леопольде Моцарте (1987). В 1949—1959 гг. ответственный редактор «Новой музыкальной газеты».